# Роатто
Роатто (итал. Roatto) — коммуна в Италии, располагается в регионе Пьемонт, в провинции Асти.
Население составляет 394 человека (2008 г.), плотность населения составляет 61 чел./км². Занимает площадь 6 км². Почтовый индекс — 14018. Телефонный код — 0141.
Покровительницей коммуны почитается святая Радегунда, празднование 11 августа.

## Демография
Динамика населения:

## Администрация коммуны
- Официальный сайт: http://www.comune.roatto.at.it